# Guido Belcanto
Guido Belcanto, geboren als Guido August Constancia Versmissen (Turnhout, 23 mei 1953), is een Vlaamse zanger en liedschrijver die in Vlaanderen 'koning van het authentieke levenslied' wordt genoemd.
Een terugkerend thema in zijn teksten en muziek is de weemoed en de tragiek van de liefde en het leven. Zijn bekendste liedjes zijn Op het zeildoek van de botsauto's (1989), Plastic rozen verwelken niet (1990), Vlammetjes (1990) en Toverdrank (2011), een cover van Summer wine.

## Biografie

### Beginjaren
Tijdens zijn middelbareschooltijd belandde hij in het schoolkoor onder leiding van pater Renaat Dumon. Guido behoorde onmiddellijk bij de voorzangers, een elitegroepje van vijf binnen het koor. Hij zegt zelf weleens dat die man hem ontdekt heeft.
Guido was ongeveer 15 toen hij een mondharmonica kocht. Twee jaar leerde hij zichzelf via Let's Work Together van blueszanger Wilbert Harrison gitaar spelen. Samen met zijn broer Dirk, die wel gitaarles heeft gevolgd, vormde hij vervolgens een countryduo waarbij de songs van Hank Williams de leidraad werden. Met Ivo Staes richtten zij nadien het trio Riverboat Shuffle op. Guido voelde toen al de nood om zelf liedjes te schrijven. Een van zijn eerste songs heette Paperless Toiletblues.
In 1975 richtte hij zelf het muziekgroepje Speedy King and His Feetwarmers op. De groep was zes man sterk, met voorop zijn jongere broer Dirk. Ze speelden rock-'n-roll, vooral in cafés en jeugdhuizen. In 1978 bereikten ze de finale van Humo's Rock Rally. Ze namen ook een plaat op: Breaking Up The House.
Samen met zijn broer Dirk, Jakke de Zeeman, Ludo Janssens en Bob Campenaerts richtte Guido in 1979 The Gigolo's op. Met die groep speelde hij vooral rockabilly.

### Jaren 80 en 90
In 1980 besloot Belcanto zanger te worden. Niet meer met Engelstalige liedjes, maar in zijn eigen moedertaal met een voorliefde voor het levenslied. Hij begon een carrière als straatzanger samen met de Antwerpse volksheld Jakke de Zeeman. De BRT wijdde in 1987 een televisieprogramma aan hem.
In 1989 kwamen zijn eerste single Droevig is deze wereld en plaat Op zoek naar romantiek op de markt. Hij nam datzelfde jaar ook deel aan de Baccarabeker. Daarna bracht hij met succes nog een reeks platen uit, waaronder Plastic rozen verwelken niet (1990), Plaisir d'amour (1992), Zeerover zonder boot (1993), La comédie humaine (1996) en Man van lichte zeden (1998).

### 2000 tot 2020

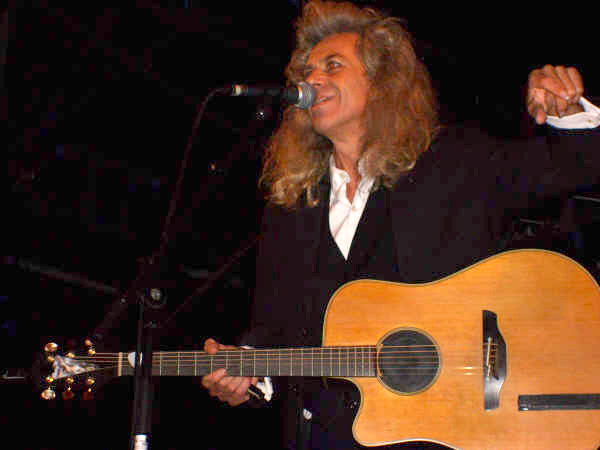
Guido Belcanto op Marktrock in Leuven, augustus 2006

In 2002 verscheen het studioalbum Tâche de beauté, in de jaren daarna gevolgd door Koning & Clochard (2004) en Ik zou mijn hart willen weggeven (2008). In 2008 ging Belcanto op tournee met Lady Angelina, Vitalski en een vanzelf spelend Decaporgel, met de hand gemaakt door Tony en Frank Decap (Herentals) en vakkundig gearrangeerd door Martinus Wolf. Deze show heette Balzaal der Gebroken Harten. Na het succes van deze tournee werd besloten om er een vervolg aan te breien. De nieuwe tournee van Balzaal der Gebroken Harten ging van start in december 2009.
In januari 2011 tekende Belcanto een platencontract bij het Nederlandse muzieklabel Top Notch, dat zijn laatste album Ik zou mijn hart willen weggeven opnieuw zou uitbrengen voor de Nederlandse markt. Opnieuw was Belcanto de vreemde eend in de bijt, aangezien Top Notch eerder bekendstaat als een label dat zich specialiseert in nederhopartiesten zoals The Opposites, De Jeugd van Tegenwoordig en vele anderen.
In het najaar van 2011 verscheen zijn album Een man als ik, dat 45 weken genoteerd stond in de Vlaamse albumlijst en bekroond werd met een gouden plaat. In 2014 stak hij Balzaal der gebroken harten in een nieuw kleedje, dit keer met Tine Embrechts. Ze kregen versterking van de ervaren muzikanten Martinus Wolf en Lieven De Maesschalck.
Met Cavalier seul bracht Belcanto in 2015 zijn twaalfde studioalbum uit. Een jaar later werd voor het eerst een fandag georganiseerd, die plaatsvond in Wechelderzande. Eveneens startte in 2016 de tournee Ode aan Bobbejaan, waarin Belcanto samen met Jan De Smet en Barbara Dex een ode bracht aan het vakmanschap van Bobbejaan Schoepen. In 2017 kwam het album Liefde & Devotie uit bij Starman Records.
In 2019 werd Guido Belcanto opgenomen in De Eregalerij van de Lage Landen en werd een uitzending van Belpop (Canvas) aan hem gewijd.
Op 14 september 2019 verscheen de 3-dubbele cd Een zanger moet trachten pijn te verzachten (Starman Records), een verzamelalbum naar aanleiding van zijn 30-jarige solocarrière. Cd 1 werd tijdens de laatste tournees live opgenomen met zijn trouwe band het Broederschap en bevat 14 van zijn bekendste nummers, die live vaak een volledig ander arrangement meekregen dan op de oorspronkelijke albumversies. Cd 2 en cd 3 bevatten 35 vergeten en onuitgebrachte nummers, demo's en rariteiten. In het bijhorende boekje loodst Guido de luisteraar zelf doorheen zijn songarchief dat teruggaat tot de vroege jaren 1970.

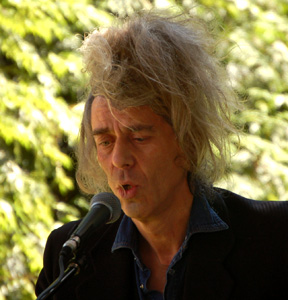
Guido Belcanto in Tongeren, juli 2007

### Sinds 2020
Begin 2020 werkte Belcanto mee aan RASA van Daniel Proietto, een hedendaagse interpretatie van het beroemde La Bayadère van Opera Ballet Vlaanderen. Belcanto gidste de toeschouwers zingend doorheen deze dansvoorstelling.
In het najaar van 2020 startte een nieuwe Ode aan Bobbejaan, deze keer met Isabelle A en Klaas Delrue (bekend van Yevgueni). Door de maatregelen rond COVID-19 werd deze voorstelling echter vroegtijdig stopgezet.
In oktober 2021 stelde Belcanto een nieuw album voor: In de kronkels van mijn geest. In de aanloop hiernaartoe verschenen al de singles Spookrijder in de nacht (een bewerking van de countryklassieker Ghost riders in the sky) en Denk toch niet dat ik niet aan je denk. Aan het album werd tevens een concerttournee gekoppeld.
In het najaar van 2024 verscheen Tedere baldadigheden, een album met dertien nieuwe songs, waaronder twee bewerkingen van nummers van Eels en Renaud.

### Wetenswaardigheden
- In 2005 eindigde Guido Belcanto op nr. 470 in de Vlaamse versie van De Grootste Belg, buiten de officiële nominatielijst.
- In 2009 was hij lid van de Raad van de Gouden Plaat in het één-televisieprogramma Hartelijke groeten aan iedereen.
- Belcanto is een wielerliefhebber en wordt af en toe gevraagd in programma's over wielrennen. In 2001 zocht hij voor het VRT-programma Via Vanoudenhoven wielerlegende Marco Pantani op, die hij zeer bewonderde. Belcanto heeft in Westouter zelfs zijn eigen wielerwedstrijd: Belcanto Classic. De zanger is ook een supporter van voetbalploeg Royal Antwerp FC.[1]

### Privéleven
Belcanto woont in een afgelegen chalet/houten barak ergens midden in een bos in de buurt van Foix. Hij noemt het zelf een soort "zelfgekozen vrijwillig ballingschap". Hij heeft drie kinderen, van wie de jongste vaak samen met hem op het podium staat.

## Discografie

### Albums
| Album met hitnotering(en) in de Vlaamse Ultratop 200 albums | Datum van verschijnen | Datum van binnenkomst | Hoogste positie | Aantal weken | Opmerkingen                    |
| ----------------------------------------------------------- | --------------------- | --------------------- | --------------- | ------------ | ------------------------------ |
| Op zoek naar romantiek                                      | 1989                  | -                     |                 |              |                                |
| Plastic rozen verwelken niet                                | 1990                  | -                     |                 |              |                                |
| Plaisir d'amour                                             | 1992                  | -                     |                 |              |                                |
| Zeerover zonder boot                                        | 1993                  | -                     |                 |              |                                |
| La comédie humaine                                          | 1996                  | -                     |                 |              |                                |
| Man van lichte zeden                                        | 1998                  | -                     |                 |              |                                |
| 10 Jaar Belcanto (Best of)                                  | 2000                  | -                     | -               | -            | Verzamelalbum                  |
| Tâche de beauté                                             | 2002                  | 06-04-2002            | 43              | 1            |                                |
| Guido Belcanto essentials                                   | 2003                  | -                     | -               | -            | Verzamelalbum                  |
| Koning & Clochard                                           | 2004                  | 09-10-2004            | 86              | 3            |                                |
| Chansons vécues                                             | 2006                  | -                     |                 |              | Verzamelalbum                  |
| Ik zou mijn hart willen weggeven                            | 26-09-2008            | 04-10-2008            | 34              | 9            |                                |
| Een man als ik                                              | 21-10-2011            | 29-10-2011            | 15              | 45           | Goud                           |
| Balzaal der gebroken harten                                 | 17-02-2014            | 01-03-2014            | 22              | 18           |                                |
| Cavalier seul                                               | 02-02-2015            | 14-02-2015            | 9               | 30           |                                |
| De tijd zit erop - Ode aan Bobbejaan                        | 25-11-2016            | 10-12-2016            | 123             | 5            | met Barbara Dex en Jan De Smet |
| Liefde & devotie                                            | 29-09-2017            | 07-10-2017            | 12              | 25           |                                |
| Een zanger moet trachten pijn te verzachten                 | 13-09-2019            | 21-09-2019            | 14              | 17           | Verzamelalbum                  |
| In de kronkels van mijn geest                               | 15-10-2021            | 23-10-2021            | 17              | 12           |                                |
| Tedere baldadigheden                                        | 04-10-2024            | 12-10-2024            | 94              | 6            |                                |

### Singles
| Single met hitnotering(en) in de Vlaamse Ultratop 50     | Datum van verschijnen | Datum van binnenkomst | Hoogste positie | Aantal weken | Opmerkingen                                                    |
| -------------------------------------------------------- | --------------------- | --------------------- | --------------- | ------------ | -------------------------------------------------------------- |
| Op het zeildoek van de botsauto's                        | 1989                  | -                     |                 |              |                                                                |
| Vlammetjes                                               | 1990                  | -                     |                 |              |                                                                |
| Toverdrank                                               | 03-10-2011            | 29-10-2011            | tip9            | -            | met An Pierlé / Nr. 10 in de Radio 2 Top 30                    |
| Ik weet niet of je nog aan me denkt                      | 09-01-2012            | 04-02-2012            | tip37           | -            |                                                                |
| Half zo mooi als nu                                      | 07-05-2012            | 12-05-2012            | tip83           | -            |                                                                |
| De wilde roos                                            | 19-02-2014            | 22-02-2014            | tip67           | -            | met Tine Embrechts                                             |
| Geef me liefde                                           | 01-02-2015            | 07-02-2015            | tip7            | -            | met Kris De Bruyne & Stijn Meuris / Nr. 4 in de Vlaamse Top 50 |
| Ik ga stoppen met te doen alsof (ik jouw hart niet brak) | 28-09-2015            | 24-10-2015            | tip65           | -            | Nr. 26 in de Vlaamse Top 50                                    |
| Autobanden in de slipstream                              | 2015                  | 05-12-2015            | tip25           | -            | met Marco Z / Nr. 14 in de Vlaamse Top 50                      |
| Johnny vergeet me niet                                   | 15-09-2017            | 23-09-2017            | tip16           | -            | met Naomi Sijmons / Nr. 10 in de Vlaamse Top 50                |
| Jodie Foster                                             | 19-01-2018            | 27-01-2018            | tip             | -            | Nr. 24 in de Vlaamse Top 50                                    |
| Ik weet niet waar mijn meisje is                         | 27-04-2018            | 12-05-2018            | tip             | -            | met Kimberly Claeys / Nr. 41 in de Vlaamse Top 50              |
| Overvloed                                                | 07-06-2019            | 31-08-2019            | tip             | -            | met Tijs Vanneste                                              |
| Op de pechstrook van het leven (Live)                    | 13-09-2019            | 12-10-2019            | tip             | -            |                                                                |